# Rue du Télégraphe (Toulouse)
Pour les articles homonymes, voir Rue du Télégraphe et Télégraphe (homonymie).
La rue du Télégraphe (en occitan : carrièra del Telegraf) est une voie de Toulouse, chef-lieu de la région Occitanie, dans le Midi de la France.

## Situation et accès

### Description
La rue du Télégraphe est une voie publique. Elle se trouve dans le quartier de Bonhoure.
Elle naît perpendiculairement au chemin des Fontanelles. Longue de 269 mètres, large de 8 mètres à son origine, elle se réduit à 5 mètres seulement et suit un parcours particulièrement tortueux : d'abord orientée au nord-ouest, elle oblique au sud-ouest, puis à nouveau au nord-ouest. Elle se termine au carrefour de l'avenue Jean-Chaubet.
La chaussée compte une seule voie de circulation automobile en sens unique, du chemin des Fontanelles vers l'avenue Jean-Chaubet. Elle appartient à une zone 30 et la vitesse y est limitée à 30 km/h. Il n'existe ni bande, ni piste cyclable, quoiqu'elle soit à double-sens cyclable.

### Voies rencontrées
La rue du Télégraphe rencontre les voies suivantes, dans l'ordre des numéros croissants :
1. Chemin des Fontanelles
2. Avenue Jean-Chaubet

## Odonymie
La rue est nommée d'après le télégraphe de Claude Chappe, qui se trouvait à proximité immédiate, le long du chemin Sansou (emplacement de l'actuel jardin du Télégraphe-Claude-Chappe). N'étant, jusqu'en 1928, qu'une impasse, il existait une autre rue du Télégraphe, à proximité immédiate : elle devint, en 1971, la rue Marcel-Dieulafoy puis, en 1971, la rue Jane-et-Marcel-Dieulafoy.

## Patrimoine et lieux d'intérêt
- no  9 : maison toulousaine (1922)[3].
- no  20 : maison toulousaine.
- no  26 : maison toulousaine (premier quart du XXe siècle)[4].
- no  28 : maison toulousaine (premier quart du XXe siècle)[5].
- no  31 : maison toulousaine (premier quart du XXe siècle)[6].
- no  33 : maison toulousaine (premier quart du XXe siècle)[7].
- no  35 : maison toulousaine (premier quart du XXe siècle)[8].
- no  39 : maison toulousaine (premier quart du XXe siècle)[9].
- no  41 : maison toulousaine (premier quart du XXe siècle)[10].
- no  43 : maison toulousaine (premier quart du XXe siècle)[11].
- no  44 : maison (deuxième quart du XXe siècle)[12].